# Patrício Teixeira
Patricio Teixeira, né le 17 mars 1893 à Rio de Janeiro et mort le 9 octobre 1972 dans la même ville, est un chanteur et guitariste brésilien.

## Biographie
Patricio Teixeira naît le 17 mars 1893, dans la Rua Senador Eusébio, à la Praça 11, à Rio de Janeiro.
Il commence sa vie artistique en jouant des sérénades à Vila Isabel et Praça Onze. Il acquiert une grande popularité en se produisant à la radio, dans des enregistrements et des concerts, se spécialisant dans le répertoire des chansons folkloriques brésiliennes. Il travaille parmi les chorões, avec pour compagnons Pixinguinha, Donga, João Pernambuco, Catulo da Paixão Cearense, entre autres. En 1918, il donne sa première représentation professionnelle au Xadrex Club, dans la ville de Petrópolis dans l'État de Rio de Janeiro. Il enregistre des disques pour Odeon, Parlophone, Columbia et Victor, et devient très célèbre depuis. Sa discographie est très étendue et comprend un vaste répertoire de modinhas, emboladas, toadas sertanejas, entre autres genres propres à la musique brésilienne. À partir de 1926, il se consacre à l'enseignement des chansons brésiliennes accompagnées à la guitare, ayant enseigné à toute une génération de "dames" de l'élite de Rio, dont la chanteuse et guitariste Olga Praguer Coelho, qui connaît un grand succès national et international à partir des années 1930. En 1926, il enregistre une série de huit disques sur Odeon avec le fado-tango Preso por um beijo, de Freire Júnior, la toada Ranchinho desfeito, de Donga, la chanson Magnólia, de Catulo da Paixão Cearense, l'embolada Bambo, bambu, de lui et Donga et les modinhas Canção do cego, de Catulo da Paixão Cearense et Rouxinol, de lui.
En 1927, il enregistre la modinha Casinha Pequenina, dans le domaine public, et les chansons Cabocla bonita, de Catulo da Paixão Cearense, Luar do sul, de Zeca Ivo et Luar do Brasil, de Pedro de Sá Pereira (pt). La même année, il enregistre les modinhas Mucama (Mulata), de Gonçalves Crespo et Súplica, de Luiz Moreira, la matchiche Na aldeia, de Catulo da Paixão Cearense et la samba D. Clara (Não te quero mais), de Donga et João da Bahiana, sur laquelle il joue de la guitare, accompagné de Rogério Guimarães. La même année, il est choisi par le journal Correio da Manhã comme parrain des concours de chant dans le cadre du concours O que é nosso organisé par le journal. À cette occasion, le Correio da Manhã dit de lui : « Patrício Teixeira est, sans conteste, l'interprète le plus populaire et le plus aimé de nos chansons. Rio de Janeiro l'admire et l'a toujours applaudi avec enthousiasme. En outre, Patrício Teixeira est recommandé pour ses qualités personnelles, qui lui ont valu d'innombrables sympathies et amitiés dans notre milieu social. Cultivateur dévoué de la chanson brésilienne, il a été infatigable dans cette œuvre de propagande. Nous lui rendons donc hommage en le choisissant comme saint patron de l'approbation des chansons ».
L'année suivante, il enregistre la toada O violeiro, d'Eduardo Souto (pt), la modinha Desalento, d'Olegário Mariano et les sambas Eu não sou arara, de Donga et Pé de mulata, de Pixinguinha, accompagné par l'orchestre Oito Batutas (pt). La même année, il effectue une tournée au Brésil avec Pixinguinha et Donga. Toujours en 1928, il enregistre la cateretê Eu vi uma lagartixa de Hekel Tavares et la scène comique Dia do meu casório de Rogério Guimarães en duo de guitares sur Parlophon. En 1929, il enregistre les chansons Tu havias me de querê d'Ari Kerner et Trovas de Marcelo Tupinambá, ainsi que les toadas As emboladas do Norte (Meu baião) et Preto no branco de João Pernambuco avec l'accompagnement du groupe Pernambuco. La même année, il enregistre avec succès la samba Gavião calçudo de Pixinguinha.
En 1930, Ari Kerner enregistre la samba Sapo, sapinho, le choro Vida de pássinho et l'embolada Repenica. La même année, il enregistre le coco Consórcio do Chico Mironga, de Catulo da Paixão Cearense et les sambas Eu vô, d'Ary Barroso, Francisco Alves et Nilton Bastos, Xô-xô, de Luperce Miranda, A invenção do português, d'Eduardo Souto et O futuro é uma caveira et Pelo amor da mulata, de João da Bahiana. L'année suivante, il enregistre les sambas Prometeu errado, d'Eurico Silva, Não chores benzinho, de Getúlio Marinho, Bateu asas, d'Augusto Vasseur et André Filho (pt) et Ri melher, quem ri por último et Brasil vitorioso, de Donga. La même année, il enregistre avec Celeste Leal Borges la samba Idalina vai-se embora, de João da Bahiana. En 1932, il connaît le succès avec les sambas Cabide de molambo, de João da Bahiana, Ai, Zezé, de lui et João da Bahiana, et Príncipe negro, de Sílvio Fernandes, o Brancura. La même année, il enregistre Sá Colombina, une samba populaire arrangée par lui-même et Lulu Flor do Ambiente, et Samba de fato, de Pixinguinha et Cícero de Almeida.
En 1933, il sort également les sambas Olha a rola, de Heitor dos Prazeres, et Beijo da moça, de João da Bahiana, sous l'étiquette Victor, accompagné par le groupe Guarda Velha. La même année, il enregistre avec Carmen Miranda la samba Perdi minha mascote, de João da Bahiana, accompagné par le Grupo do Canhoto et Rogério Guimarães. La même année, il enregistre la marche Nem que chova canivete d'Alberto Ribeiro et les sambas Quem faz a Deus paga ao diabo de João da Bahiana et Casado na orgia et Não gostei dos teus modos de Pixinguinha et João da Bahiana. C'est également à cette époque qu'il est engagé comme l'un des artistes exclusifs de Radio Mayrink Veiga, ce qui lui confère un prestige encore plus grand. En 1934, il enregistre la marche E foi assim..., de Lamartine Babo et Alcyr Pires Vermelho (pt), et la samba Helena, de Cândido Moura. En 1935, il sort chez Odeon les sambas Mala na rua, de Kid Pepe (pt) et Germano Augusto et Vamos cantar samba, de Kid Pepe et Jessé Nascimento. La même année, il enregistre les sambas Língua de molambo et Samba do arraiá, de Gomes Filho, chez Columbia. En 1936, le duo Valdemar Silva et Alcebíades Barcelos enregistre la marche Tipo combinado et la samba Remo no mar et Valdemar Silva et Roberto Martins enregistrent Samba no morro. En 1937, il enregistre à nouveau pour Victor les sambas Não tenho lágrimas, qui devient un classique, et Sabiá laranjeira, de Max Bulhões et Milton de Oliveira (pt).
En 1938, il enregistre la marche Diabo sem rabo, de Haroldo Lobo (pt) et Milton de Oliveira, les sambas Põe a roupa no penhor, de Alcebíades Barcelos et Valfrido Silva et Confissão et la batucada Roubaram a minha nega, les deux dernières de Haroldo Lobo et Milton de Oliveira. L'année suivante, le duo Haroldo Lobo et Milton de Oliveira enregistre la marche Caiu o pano da cuíca et les sambas Néris de tristeza, Quando tudo acabou et O porteiro me enganou. En 1940, il enregistre à nouveau des compositions du duo Haroldo Lobo et Milton de Oliveira, comme la samba Depois que ela deu pra dançar et la marche Festa no arraiá. La même année, il enregistre les sambas Quando você partiu, de Valdemar Silva et Raul Marques, et Quando desço lá do morro, de Ciro de Souza et Augusto Garcez. L'année suivante, il enregistre la marche Marcha maluca, de Haroldo Lobo et Milton de Oliveira et les sambas Chega Zé, de Valentina Biosca et Zé Pretinho, No dia do meu casamento, de Valdemar Silva et E . Figueiredo et A gargalhar fiquei, de Valdemar Silva et Raul Marques. En avril 1942, il enregistre pour Victor la marche No arraiá do Pindurassaia, de Haroldo Lobo et Milton de Oliveira, et la samba Bateu meio-dia, de Raul Marques, Valfrido Silva et João Bastos Filho. En 1943, il enregistre la samba Você partiu, d'Ari Monteiro (pt) et Jorge de Castro, et la marche O que é que você fazia, d'Oliveira et Ciro de Souza. La même année, il enregistre son dernier disque avec la samba Ela foi embora, de Raul Marques et Ernani Castanheira et la batucada A galinha comeu, de Ciro de Souza.
Il enregistre notamment Gavião calçudo de Pixinguinha, Xo-xô de Luperce Miranda, Cabide de Molambo de João da Bahiana et Desengano de Haroldo Lobo et Milton de Oliveira, entre autres. Sa popularité à la radio dans les années 1930 a été telle qu'il a même été mis à l'honneur dans la cateretê As cinco estações, de Lamartine Babo et João de Barro, qui cite les stations de radio et leurs grandes vedettes. Outre Olga Praguer Coelho, il compte parmi ses élèves Linda Batista, Aurora Miranda et plus tard la chanteuse Nara Leão, considérée comme l'égérie de la bossa nova dans les années 1960. En 1961, quatre de ses enregistrements, les sambas Sabiá na Laranjeira et Não Tenho Lágrimas, de Max Bulhões et Milton de Oliveira, Desengano, de Haroldo Lobo et Milton de Oliveira, et No Tronco Da Amendoeira, de Milton de Oliveira et Djalma Esteves, font partie du LP Eis : Haroldo Lobo e Milton de Oliveira, un hommage au duo d'auteurs-compositeurs Haroldo Lobo et Milton de Oliveira avec des sambas dans les voix de différents interprètes. Il passe la fin de sa vie dans une ferme de São Conrado, Vila Riso, appartenant à son ami Osvaldo Riso, qui l'a honoré d'un buste en bronze érigé dans le jardin.
Patricio Teixeira meurt le 9 octobre 1972 dans sa ville natale.